# Liste der denkmalgeschützten Objekte in Puchenstuben
Die Liste der denkmalgeschützten Objekte in Puchenstuben enthält die denkmalgeschützten, unbeweglichen Objekte der niederösterreichischen Gemeinde Puchenstuben.

## Denkmäler
| Foto |                 | Denkmal                                                                | Standort                                                       | Beschreibung | Metadaten |
| ---- | --------------- | ---------------------------------------------------------------------- | -------------------------------------------------------------- | --- | --- |
| ja   | Datei hochladen | Pflegezentrum Hallerhof HERIS-ID: 20993 Objekt-ID: 17307               | Christian Haller Straße 2 Standort KG: Puchenstuben            | Der Hallerhof wurde im Jahr 1909 von Rudolf Frass anstelle eines bestehenden Gasthofes als Hotel für Wallfahrer nach Mariazell errichtet. Im zweigeschoßigen Anbau befindet sich der Speisesaal aus den 1920er Jahren. An der Fassade befindet sich ein Schnitzrelief aus 1977, das den namensgebenden Christian Haller darstellt. 1997 wurde in dem Gebäude ein Pflegeheim für psychisch Kranke eingerichtet. | BDA-Hist.: Q37857567 Status: Bescheid Stand der BDA-Liste: 2025-06-30 Name: Pflegezentrum Hallerhof GstNr.: .10/1 Pflegezentrum Hallerhof |
| ja   | Datei hochladen | Rathaus HERIS-ID: 20995 Objekt-ID: 17309                               | Puchenstuben 25 Standort KG: Puchenstuben                      | Das Gemeindeamt wurde 1930–31 erbaut. Das zwei- bis dreigeschoßige Gebäude ist unter dem Walmdach verbrettert. | BDA-Hist.: Q37857596 Status: § 2a Stand der BDA-Liste: 2025-06-30 Name: Rathaus GstNr.: .225                                              |
| ja   | Datei hochladen | Figurenbildstock hl. Johannes Nepomuk HERIS-ID: 20996 Objekt-ID: 17310 | Standort KG: Puchenstuben                                      | Die in der Mitte des 18. Jahrhunderts entstandene Darstellung Johannes Nepomuks wird von einem Holzbaldachin aus den Jahren um 1900 umgeben. | BDA-Hist.: Q37857607 Status: § 2a Stand der BDA-Liste: 2025-06-30 Name: Figurenbildstock hl. Johannes Nepomuk GstNr.: 985/2               |
| ja   | Datei hochladen | Kath. Pfarrkirche hl. Anna HERIS-ID: 23828 Objekt-ID: 20196            | Christian Haller Straße 6, gegenüber Standort KG: Puchenstuben | Die der heiligen Anna geweihte Kirche entstand 1727–28. Sie war ursprünglich Filialkirche von Frankenfels, 1784 folgte die Erhebung zur eigenen Pfarre. Die barocke Kirche ist außen teilweise mit Schindeln verkleidet, der Hochaltar stammt aus der Zeit der Erbauung. | BDA-Hist.: Q2082896 Status: § 2a Stand der BDA-Liste: 2025-06-30 Name: Kath. Pfarrkirche hl. Anna GstNr.: .5 Pfarrkirche Puchenstuben     |